# Weltmeisterschaften im Gewichtheben 1907
Die 10. Weltmeisterschaften im Gewichtheben fanden am 19. Mai 1907 in der deutschen Stadt Frankfurt am Main statt. An den von der International Weightlifting Federation (IWF) im Vierkampf ausgetragenen Wettkämpfen nahmen 23 Gewichtheber aus drei Nationen teil.

## Medaillengewinner
| Disziplin          | Gold               | Silber                | Bronze           |
| ------------------ | ------------------ | --------------------- | ---------------- |
| Leichtgewicht      | Johannes Zebrowsky | Virgile Guerraz       | Heinrich Glenzer |
| Mittelgewicht      | Andreas Lutz       | Johann Formberger     | Hans Abraham     |
| Superschwergewicht | Heinrich Rondi     | Heinrich Schneidereit | Georg Schleidt   |

## Medaillenspiegel
Die Platzierungen im Medaillenspiegel sind nach der Anzahl der gewonnenen Goldmedaillen sortiert, gefolgt von der Anzahl der Silber- und Bronzemedaillen (lexikographische Ordnung). Weisen zwei oder mehr Nationen eine identische Medaillenbilanz auf, werden sie alphabetisch geordnet auf dem gleichen Rang geführt.
| Rang | Nation                | Gold | Silber | Bronze | Gesamt |
| ---- | --------------------- | ---- | ------ | ------ | ------ |
| 1.   | Deutsches Kaiserreich | 3    | 2      | 3      | 8      |
| 2.   | Schweiz               | 0    | 1      | 0      | 1      |